# Контрпропеллер

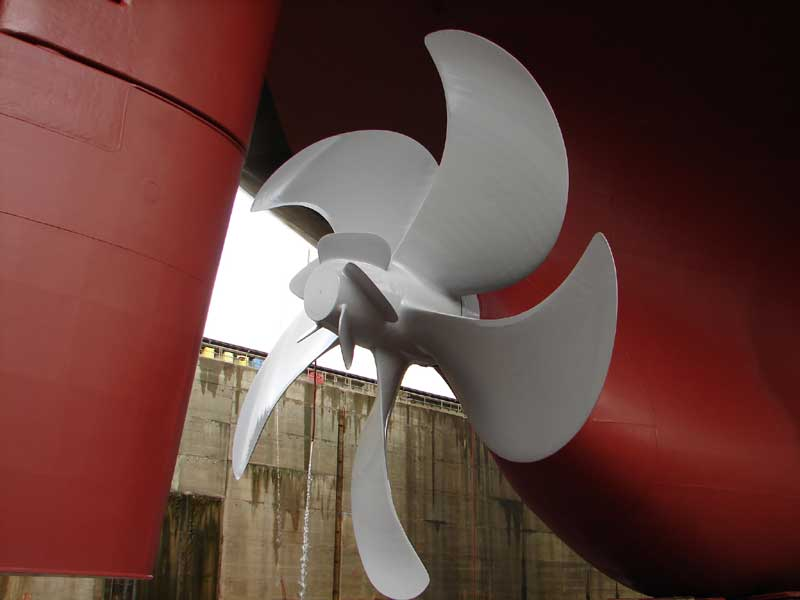
Гребной винт на котором установлен обтекатель с контрпропеллером (маленькие лопасти на обтекателе).

Контрпропеллер — направляющее устройство в виде профилированных лопастей, неподвижно устанавливаемое непосредственно за гребным винтом или перед ним (контрвинт) для уменьшения закручивания воды винтом путем придания последней вращательного движения в противоположном направлении. Используется для повышения КПД гребного винта. В английском языке для контропропеллеров также используется торговое название «плавники обтекателя гребного винта» (англ. Propeller boss cap fins, сокр. PBCF). Сам принцип контрпропеллеров был известен уже в начале XX века.
Контрпропеллеры типа PBCF были разработаны как совместный проект японской транспортной компании Mitsui O.S.K. Lines, исследовательской лаборатории по пропульсивным системам West Japan Fluid Engineering Laboratory Co. и предприятия-изготовителя гребных винтов Mikado Propeller Co. С 1987 года они получили мировое признание и по состоянию на январь 2020 года заявлено об их установке на более чем 3500 судов по всему миру.

## Принцип работы
Сущность этого устройства и его действия заключается в следующем: позади или впереди гребного винта устраиваются неподвижные (относительно гребного винта, то есть контрпропеллер вращается вместе с гребным винтом) направляющие винтовые лопасти соответствующего диаметра, сечения и шага. Отбрасываемый винтом поток воды вместо спирального движения, на поддержание которого требуется расход мощности машины, выпрямляется и идет в направлении, параллельном движению судна, тем самым увеличивая полезное действие гребного винта, за счёт того, что выпрямляемый поток как бы помогает раскручивать основной гребной винт. Таким образом увеличивается крутящий момент и тяга основного гребного винта, повышается общая эффективность работы гребного винта, что необходимо учитывать при проектировании судна.

## Положительные эффекты

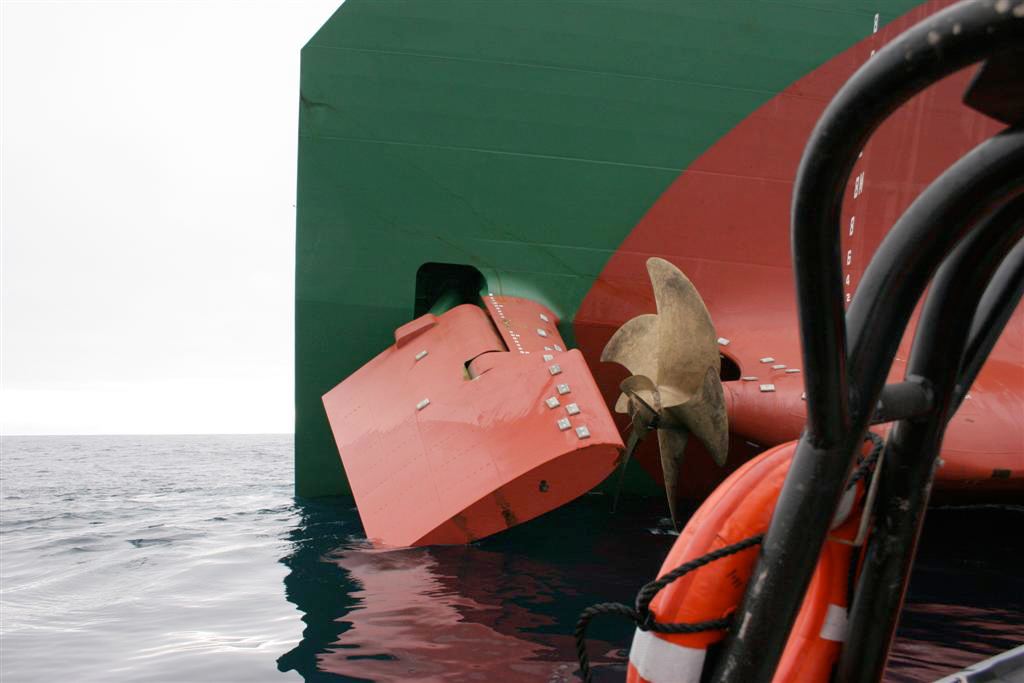
Обтекатель с контрпропеллером на пароме в Аляске

Производители контрпропеллеров заявляют о том, что обширный опыт их использования показывает, что их применение позволяет увеличить КПД гребных винтов судна на 4—5 %. В литературе также имеются примеры того, что контрпропеллеры установленные на гребные винты германских миноносцев дали увеличение их КПД на 12 %, а иногда встречаются утверждения и о 15 % увеличении КПД судов.
Из-за этого, в настоящее время контрпропеллеры позиционируются как энергосберегающие устройства. Увеличивая КПД гребных винтов они таким образом уменьшают потребление топлива силовой установкой судна. По некоторым оценкам это позволяет сократить ежегодные выбросы СО2 от одного большого контейнеровоза на 9000 тонн.
Также контрпропеллеры снижают подводный шум в определенном диапазоне частот и уменьшают вибрации двигательной установки судна. Это, с одной стороны, используется в военно-морской сфере для уменьшения шумности кораблей (например подводные лодки проекта 677, где контрпропеллер установлен на обтекателе), а с другой стороны, как средство сохранения естественной среды морских обитателей за счёт снижения посторонних шумов создаваемых судами.
Кроме того есть данные, что контрпропеллер замедляет разрушение частей гребного винта от кавитационной коррозии.